# Guano Apes
Guano Apes – niemiecki zespół grający rock alternatywny, który w swoich utworach wykorzystuje elementy heavy metalu, popu oraz rapu.

## Skład zespołu
- Sandra Nasić – wokal
- Henning Rümenapp – gitara
- Stefan Ude – gitara basowa
- Dennis Poschwatta – perkusja

## Historia
Pochodzą z Getyngi w Niemczech. Zespół powstał w 1994 roku. Na początku tworzyli go: Stefan Ude (gitara basowa), Dennis Poschwata (perkusja) i Henning Rümenapp (gitara). Grali oni hardcore polegający na walce instrumentów. Każdy z członków zespołu próbował swoich sił jako wokalista, niestety z marnym skutkiem. Dennis chcąc zaradzić problemowi skontaktował się z przyjacielem, który znał piosenkarkę (Sandra Nasic).
W 1996 roku zespół wygrał konkurs młodych talentów „Local Heros” i w nagrodę dostał możliwość zarejestrowania pierwszego longplaya. Zawarty na nim materiał szybko znalazł gotową go wydać wytwórnię fonograficzną. Album Proud Like a God ukazał się we wrześniu 1997, pochodzące z niego utwory Open Your Eyes oraz Lords of The Boards szybko zdobyły sobie status przebojów, a sam album pokrył się platyną w 1999 roku. Po premierze płyty grupa ruszyła w swoją pierwszą europejską trasę koncertową.
Po wielu miesiącach koncertów Guano Apes rozpoczęło nagrywanie drugiej płyty. Nowy album zarejestrowano m.in. w belgijskim studiu „Galaxy Studios”. Pierwszy singel zwiastujący nową płytę ukazał się 20 marca – zawierał on cover utworu znanej w latach ’80 grupy Alphaville pt. Big in Japan. Utwór spotkał się z ciepłym przyjęciem fanów w całej Europie. 2 maja ukazał się krążek zatytułowany Don’t Give Me Names. Album, zawierający m.in. takie przeboje jak No Speech czy Dödel Up, odniósł duży sukces komercyjny, dochodząc do pierwszego miejsca na liście sprzedaży w Niemczech. W samej Polsce znalazł on ok. 40.000 nabywców.
W początkach roku 2002 Sandra Nasic zaczęła pisać teksty na nowy, trzeci już w dorobku zespołu album. Zespół zrezygnował wówczas z koncertów, by w pełni skoncentrować się na nagraniach. 3 lutego 2003, ukazał się trzeci, promowany singlem You Can’t Stop Me, album zespołu zatytułowany Walking on a Thin Line. Płyta, na której znalazły się również takie kawałki jak Pretty In Scarlet oraz Quietly, okazała się wielkim przebojem komercyjnym, trafiając do pierwszej dziesiątki sprzedaży we właściwie wszystkich krajach w których się ukazała.
W 2005 roku Guano Apes dało swój ostatni, zamykający trasę koncertową po Niemczech, koncert w karierze. Przyczyną rozpadu zespołu były narastające nieporozumienia na tle finansowym. Od tego czasu Dennis Poschwatta (perkusista) oraz G-Balla (tworzył remiksy dla zespołu), Stefan Ude (basista) i Henning Rumenapp (gitarzysta Guano Apes) stworzyli nowy projekt pod nazwą „TAMOTO” zaś wokalistka Sandra Nasic rozpoczęła karierę solową.
W 2009 zespół postanowił się zjednoczyć. Ich pierwszy, powrotny koncert odbył się w maju, a w sierpniu tegoż roku wystąpili na Przystanku Woodstock w Kostrzynie.
W kwietniu 2011 r. zespół nagrał swój czwarty studyjny album zatytułowany Bel Air. Promowany był singlem Oh What a night, który 26 stycznia miał swoją premierę na antenie 1Live Radio in Germany.

## Dyskografia

### Albumy studyjne
| 1997                           | Proud Like a God - Data: 6 października 1997 - Wydawca: BMG, GUN/Supersonic Records  | 5 | 5 | 27 | 13 | –  | 13 | –  | –  | –  | –   | - DEU: platynowa płyta - POL: złota płyta |
| 2000                           | Don’t Give Me Names - Data: 14 listopada 2000 - Wydawca: BMG, GUN/Supersonic Records | 1 | 1 | 27 | –  | –  | 13 | 19 | –  | 14 | –   | - DEU: złota płyta                        |
| 2003                           | Walking on a Thin Line - Data: 25 marca 2003 - Wydawca: BMG, GUN/Supersonic Records  | 1 | 5 | 18 | 8  | 14 | –  | –  | 16 | 9  | 123 | - DEU: złota płyta                        |
| 2011                           | Bel Air - Data: 1 kwietnia 2011 - Wydawca: Columbia Europe                           | 1 | 5 | –  | 2  | –  | –  | –  | –  | –  | –   | - DEU: złota płyta                        |
| 2014                           | Offline - Data: 30 maja 2014 - Wydawca: Sony Music                                   | – | – | –  | –  | –  | –  | –  | –  | –  | –   |                                           |
| „–” pozycja nie była notowana. |                                                                                      |   |   |    |    |    |    |    |    |    |     |                                           |

### Albumy koncertowe
| 2003                             | Live - Data: 25 listopada 2003 - Wydawca: BMG, GUN/Supersonic Records | 26 | 47 | 58 | 22 |
| „ – „ pozycja nie była notowana. |                                                                       |    |    |    |    |

### Kompilacje
| 2004                             | Planet of the Apes - Data: 29 listopada 2004 - Wydawca: BMG, GUN/Supersonic Records | 32 | 33 | 28 |
| 2006                             | The Lost (T)apes - Data: 4 grudnia 2006 - Wydawca: BMG, GUN/Supersonic Records      | –  | –  | –  |
| „ – „ pozycja nie była notowana. |                                                                                     |    |    |    |

### Single
| 1997                             | „Open Your Eyes”                       | 5  | 10 | 19 | 11 | –  | 14 | - DEU: złota płyta | Proud Like a God              |
| 1998                             | „Rain”                                 | 76 | –  | –  | –  | –  | –  |                    | Proud Like a God              |
| 1998                             | „Lords of the Boards”                  | 10 | 10 | 80 | 34 | –  | 11 | - DEU: złota płyta | Proud Like a God              |
| 1999                             | „Don’t You Turn Your Back on Me”       | 50 | –  | –  | –  | –  | –  |                    | Meschugge (ścieżka dźwiękowa) |
| 2000                             | „Big in Japan”                         | 9  | 19 | 82 | 24 | 5  | 11 |                    | Don’t Give Me Names           |
| 2000                             | „No Speech”                            | 75 | –  | –  | –  | –  | –  |                    | Don’t Give Me Names           |
| 2000                             | „Living in a Lie”                      | 84 | –  | 97 | –  | –  | –  |                    | Don’t Give Me Names           |
| 2001                             | „Dödel Up”                             | 57 | –  | –  | –  | –  | –  |                    | Don’t Give Me Names           |
| 2001                             | „Kumba Yo!” (oraz Michael Mittermeier) | –  | –  | –  | –  | –  | –  |                    | –                             |
| 2003                             | „You Can’t Stop Me”                    | 10 | 15 | 65 | 69 | 19 | 10 |                    | Walking on a Thin Line        |
| 2003                             | „Pretty in Scarlet”                    | 51 | 55 | –  | –  | –  | –  |                    | Walking on a Thin Line        |
| 2003                             | „Quietly”                              | 51 | 52 | –  | –  | –  | –  |                    | Walking on a Thin Line        |
| 2004                             | „Break the Line”                       | 45 | –  | –  | –  | –  | –  |                    | Planet of the Apes            |
| 2011                             | „Oh, What a Night”                     | 37 | 68 | –  | 51 | –  | –  |                    | Bel Air                       |
| 2011                             | „Sunday Lover”                         | –  | –  | –  | –  | –  | –  |                    | Bel Air                       |
| 2011                             | „This Time”                            | –  | –  | –  | –  | –  | –  |                    | Bel Air                       |
| 2012                             | „When the Ships Arrive”                | –  | –  | –  | –  | –  | –  |                    | Bel Air                       |
| „ – „ pozycja nie była notowana. |                                        |    |    |    |    |    |    |                    |                               |